# Bulten, Vasa
Bulten är en ö i Finland. Den ligger i Norra kvarken och i kommunen Vasa i den ekonomiska regionen  Vasa i landskapet Österbotten, i den västra delen av landet. Ön ligger nära Vasa och omkring 380 kilometer nordväst om Helsingfors.
Öns area är 0,9 hektar och dess största längd är 160 meter i nord-sydlig riktning.